# Dendrochilum fimbrilobum
Dendrochilum fimbrilobum är en orkidéart som beskrevs av Johannes Jacobus Smith. Dendrochilum fimbrilobum ingår i släktet Dendrochilum och familjen orkidéer.
Artens utbredningsområde är Sumatera. Inga underarter finns listade i Catalogue of Life.